# Göran Leijonhufvud
Axel Göran Eriksson Leijonhufvud, född 17 december 1941, är en svensk journalist och författare. Under många år var han Dagens Nyheters utrikeskorrespondent i Kina.